# Matthieu Ladagnous
Matthieu Ladagnous (født 12. december 1984) er en fransk forhenværende professionel cykelrytter.
Ladagnous blev junior verdensmester i Melbourne, Australien i 2002 med hans holdkamerat Tom Thiblier.